# یوان آندرو
یوان آندرو (انگلیسی: Yoann Andreu؛ زادهٔ ۳ مهٔ ۱۹۸۹) یک بازیکن فوتبال اهل فرانسه است.
از باشگاه‌هایی که در آن بازی کرده‌است می‌توان به باشگاه فوتبال سن-اتین و آنژه اشاره کرد.